# Flix
Flix – gmina w Hiszpanii, w prowincji Tarragona, w Katalonii, o powierzchni 115,98 km². W 2011 roku gmina liczyła 3961 mieszkańców.